# Шенбек (Мекленбург-Западна Померанија)
Шенбек (њем. Schönbeck) град је у њемачкој савезној држави Мекленбург-Западна Померанија. Једно је од 53 општинска средишта округа Мекленбург-Штрелиц. Према процјени из 2010. у граду је живјело 436 становника. Посједује регионалну шифру (AGS) 13055061.

## Географски и демографски подаци
Шенбек се налази у савезној држави Мекленбург-Западна Померанија у округу Мекленбург-Штрелиц. Град се налази на надморској висини од 55 метара. Површина општине износи 24,3 km². У самом граду је, према процјени из 2010. године, живјело 436 становника. Просјечна густина становништва износи 18 становника/km².